# A magyar labdarúgó-válogatott mérkőzései 1971-ben
A magyar labdarúgó-válogatottnak 1971-ben kilenc találkozója volt. Ausztriát idegenben győzte le a csapat 2–0-ra a két év kihagyás után visszatért Alberttel, és Bene ötven méterről rúgott góljával. Franciaország elleni 1–1-es Eb-selejtezőt 3–0-s vereség követte Szófiában.
A következő meccs egy barátságos találkozó volt az 1970-es világbajnok Brazíliával, a végeredmény 0–0-s döntetlen. Valószínűleg ennek az eredménynek hatására és az új kapitánynak köszönhetően megtáltosodott a válogatott, a hátralevő öt Eb-, és vb-selejtezőt mind megnyerte.
Szövetségi kapitány:
- Hoffer József 455–457
- Illovszky Rudolf 458–463

## Eredmények
455. mérkőzés
| 1971. április 4. |

| Ausztria | 0–2             | Magyarország |
| -------- | --------------- | ------------ |
|          | (0–0) Részletek | Bene 70' 84' |

| Práter-stadion, Bécs Nézőszám: 40 000 Játékvezető: Pius Kamber (SUI) |

456. mérkőzés – Eb-selejtező
| 1971. április 24. |

| Magyarország          | 1–1             | Franciaország  |
| --------------------- | --------------- | -------------- |
| Kocsis 69' (11-esből) | (0–0) Részletek | H. Revelli 64' |

| Népstadion, Budapest Nézőszám: 45 000 Játékvezető: Joaquim Campos (POR) |

457. mérkőzés – Eb-selejtező
| 1971. május 19. |

| Bulgária                           | 3–0             | Magyarország |
| ---------------------------------- | --------------- | ------------ |
| Kolev 38' Petkov 48' Velicskov 72' | (1–0) Részletek |              |

| Vaszil Levszki-stadion, Szófia Nézőszám: 50 000 Játékvezető: Tofik Bahramov (URS) |

458. mérkőzés
| 1971. július 22. |

| Brazília | 0–0       | Magyarország |
| -------- | --------- | ------------ |
|          | Részletek |              |

| Maracanã Stadion, Rio de Janeiro Nézőszám: 90 000 Játékvezető: Kurt Tschenscher (FRG) |

459. mérkőzés
| 1971. szeptember 1. |

| Magyarország                 | 2–1             | Jugoszlávia |
| ---------------------------- | --------------- | ----------- |
| Holcer 64' (öngól) Szőke 82' | (0–1) Részletek | Oblak 13'   |

| Népstadion, Budapest Nézőszám: 36 000 Játékvezető: Erich Linemayr (AUT) |

460. mérkőzés – Eb-selejtező
| 1971. szeptember 25. |

| Magyarország             | 2–0             | Bulgária |
| ------------------------ | --------------- | -------- |
| Juhász P. 49' Vidáts 51' | (0–0) Részletek |          |

| Népstadion, Budapest Nézőszám: 35 000 Játékvezető: Robert Davidson (játékvezető) (SCO) |

461. mérkőzés – Eb-selejtező
| 1971. október 9. |

| Franciaország | 0–2             | Magyarország       |
| ------------- | --------------- | ------------------ |
|               | (0–2) Részletek | Bene 35' Zámbó 43' |

| Yves-du-Manoir, Párizs Nézőszám: 40 000 Játékvezető: Gaspart Pintado Viu (ESP) |

462. mérkőzés – Eb-selejtező
| 1971. október 27. |

| Magyarország                         | 4–0             | Norvégia |
| ------------------------------------ | --------------- | -------- |
| Bene 22' 44' Dunai II. 24' Szűcs 64' | (3–0) Részletek |          |

| Népstadion, Budapest Nézőszám: 30 000 Játékvezető: Doğan Babacan (TUR) |

463. mérkőzés – vb-selejtező
| 1971. november 14. |

| Málta | 0–2             | Magyarország |
| ----- | --------------- | ------------ |
|       | (0–1) Részletek | Bene 3' 56'  |

| Valletta Nézőszám: 12 000 Játékvezető: Concetto Lo Bello (ITA) |